# Tetbury

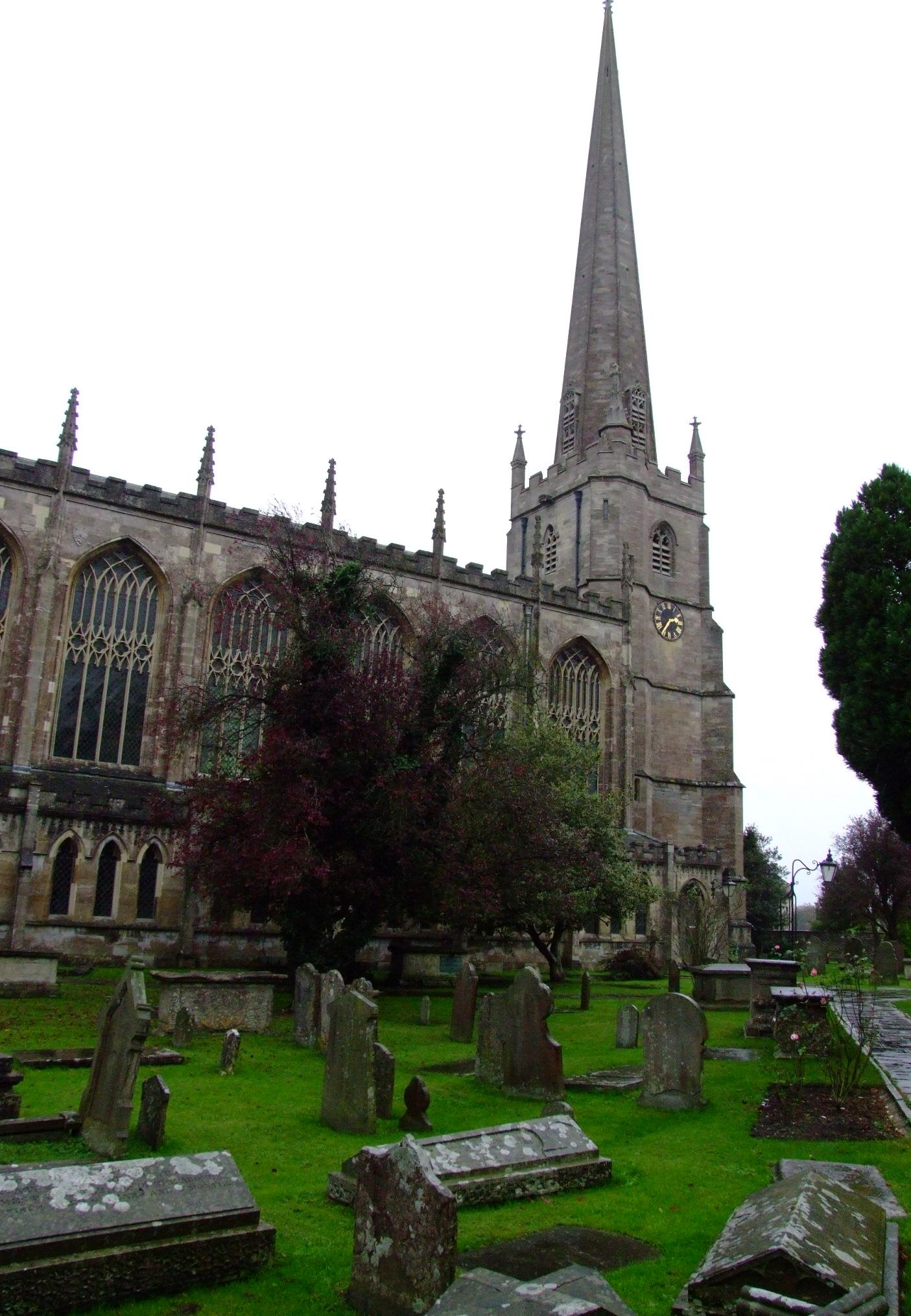
Biserica St. Mary the Virgin

Tetbury este un oraș în comitatul Gloucestershire, regiunea South West, Anglia. Orașul se află în districtul Cotswold.